# Borborygme
Les borborygmes sont des bruits émis par les intestins, parfois dans l'estomac, pendant la digestion. Dans le langage courant, ils sont souvent appelés gargouillements, gargouillis ou glougloutements.

## Description
Il s'agit de bruits de gargouillement produits par la mobilisation des gaz dans un segment du tube digestif qui contient une abondante quantité de liquide. Il peut s'agir également d'air coincé par des spasmes ou les interstices du gros intestin. Dans leur tentative de passage, des bruits peuvent survenir.
Selon une étude japonaise, l'estomac peut contenir jusqu'à 4 litres d'air et le gros intestin, de 2 à 3 litres.[réf. nécessaire]
Souvent les gens se désolent des borborygmes. Leur présence peut gêner en société, mais ils ne sont pas dangereux. Cela peut même être rassurant puisqu'ils indiquent qu'il y a du mouvement, de la circulation dans le système digestif.

## Causes
La colopathie fonctionnelle, la laxophobie, de l'air avalé (certaines personnes avalent plus d'air que d'aliments lorsqu'elles mangent ou boivent), des aliments gazogènes (choux, sodas, bière, aliments sucrés, etc.) et la diarrhée en sont les principales causes. Une attaque virale (la gastro-entérite) est aussi une cause possible.
Selon le Dr Oppenheim, trop se retenir d'aller à la selle, peut provoquer des spasmes au niveau du gros intestin et induire une constipation qui peut durer des jours. Pour se libérer, l'organisme pourra réagir par une fausse diarrhée qui comportera des borborygmes.

## Traitements
On peut trouver du siméticone en vente libre. Un prescripteur peut aussi suggérer du lopéramide (Imodium), qui devrait également réduire les gaz et les borborygmes en cas de diarrhée.
Le charbon activé permet l'absorption des gaz très rapidement. L'addition de certaines levures (saccharomyces) permet de réduire la formation de ces gaz.
Une autre solution consiste à évacuer les gaz, notamment par l'intermédiaire de flatulences (pets) et d'éructations (rots). Comme le système digestif peut contenir beaucoup d'air, cela peut être fastidieux, mais très efficace. En effet, en l'absence d'air, le système digestif ne peut produire de borborygmes.